# Hôtel de Beaune
El Hôtel de Beaune es una mansión privada ubicada en París, Francia.

## Ubicación
Está ubicado en 7 rue du Regard y 70 boulevard Raspail, en el 6 distrito de París.

## Historia
Junto con el vecino Hôtel de Rothembourg, es uno de una serie de edificios de apartamentos construidos alrededor de 1728 por los carmelitas, en un terreno cercano a su convento. 
En los años anteriores a la Revolución, fue alquilado por los carmelitas al M Ferdinand de Rohan Guéméné, entonces arzobispo de Cambrai.
Incautado como propiedad nacional, el hotel permanece en poder del Estado durante algunos años.
El escritor François-René de Chateaubriand vivió allí de 1825 a 1826, luego el mariscal Claude-Victor Perrin de 1830 a 1841.
Al igual que el Hôtel de Rothembourg, perdió su jardín hacia 1908, cuando se inauguró el Boulevard Raspail .
Este edificio está catalogado como monumento histórico desde el 16 de mars de 1926.

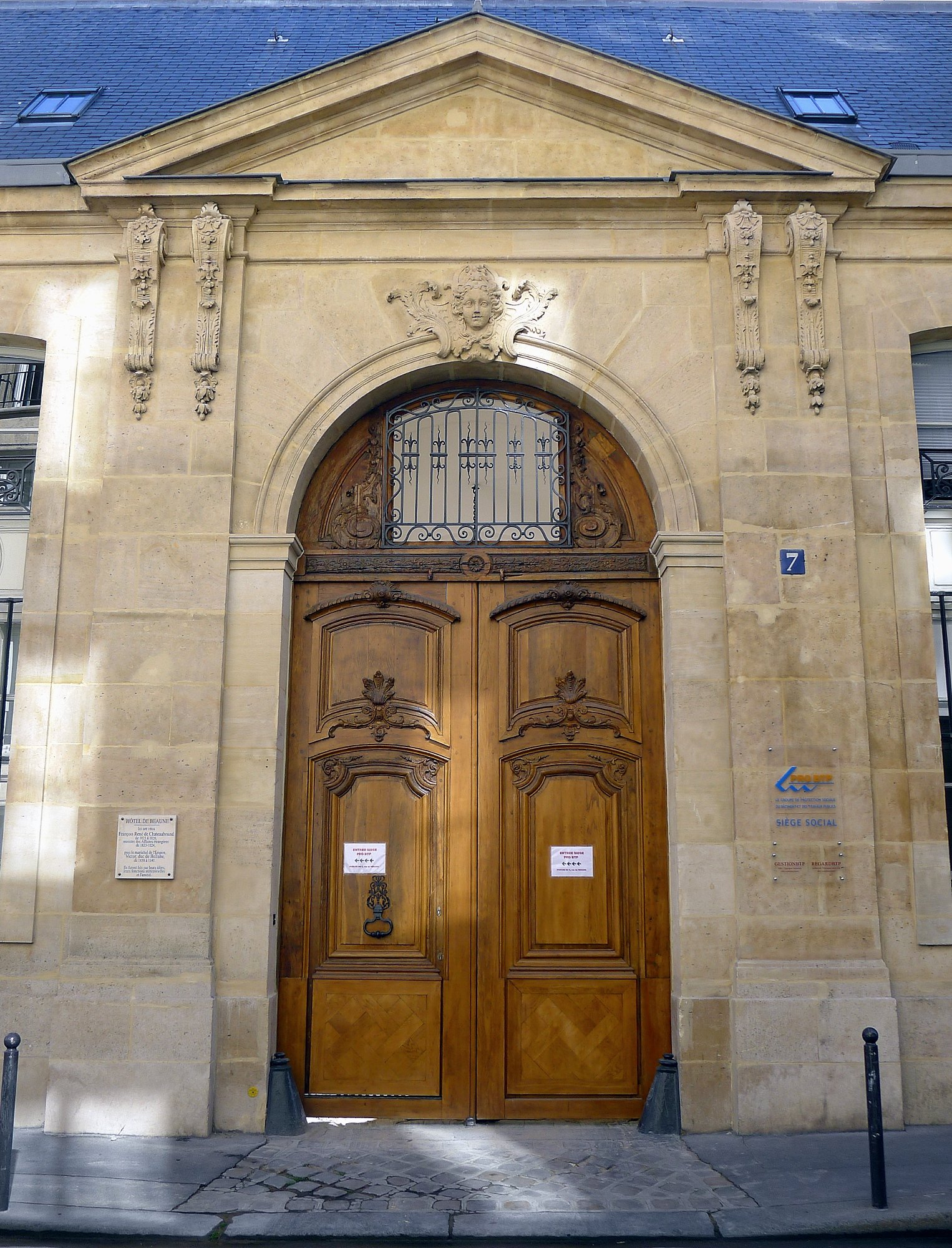
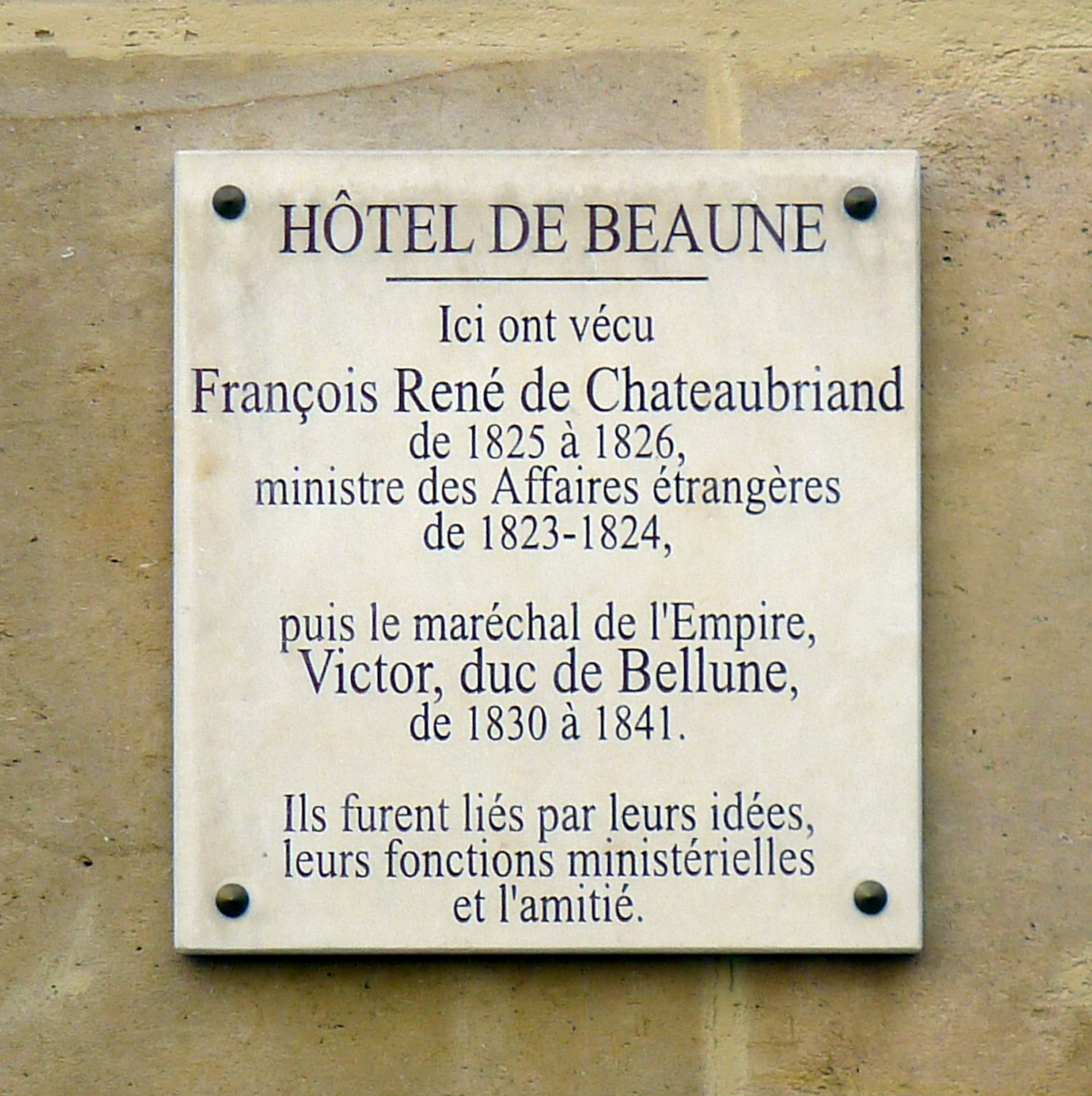
Placa commémorativa.
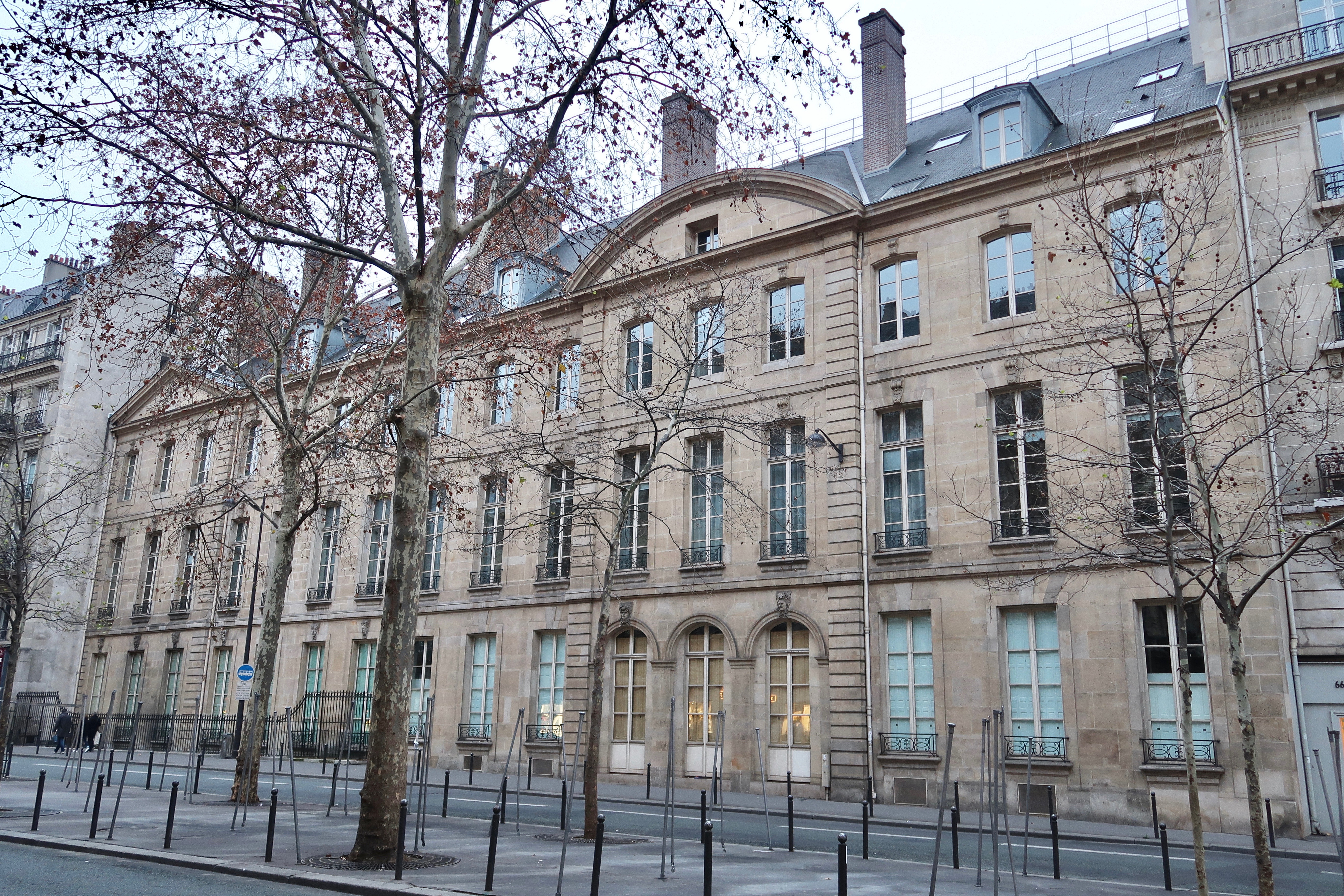
Fachade sur al  boulevard Raspail.